# 大庆第一中学
46°36′45″N 124°53′51″E / 46.61250°N 124.89750°E
大庆第一中学，简称大庆一中，是位于黑龙江省大庆市让胡路区的一所全日制完全中学，是黑龙江省重点中学、黑龙江省首批示范性高中、黑龙江省数学学科基地。

在实际情况下大庆一中可代表“大庆一中初中部”、“大庆一中高中部”。

## 学校简介
大庆一中建校于1961年，拥有强大的硬件、软件实力。目前有职工969人（特级、高级教师206人，省市骨干教师69人），在校学生10764人。

办学理念：全面发展与个性张扬兼修·学生成才与教师成长并重

### 硬件设施

#### 建筑（主校区）

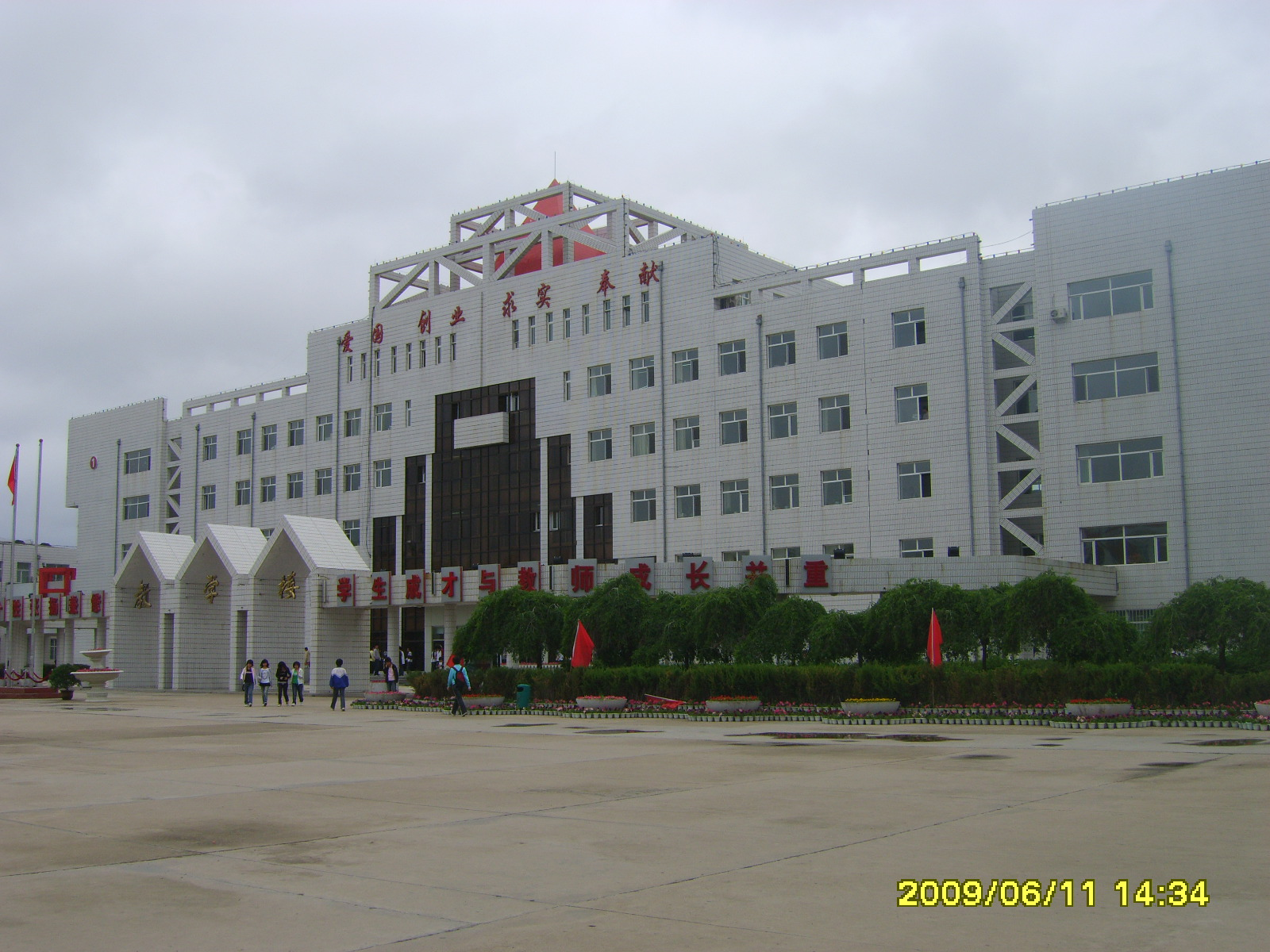
高中部主教学楼

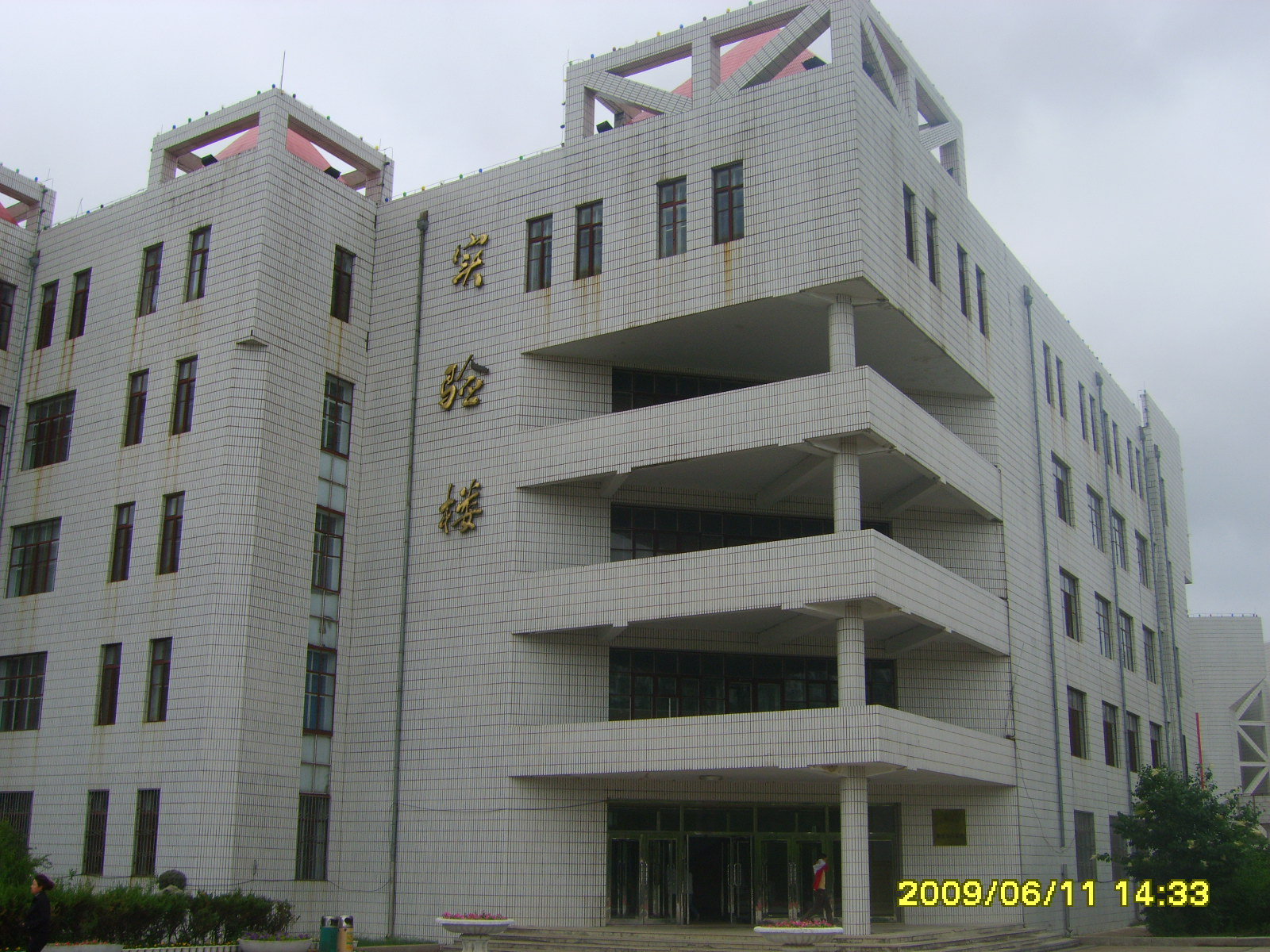
实验楼

- 四栋教学楼高中部主教学楼
  - 初中部新楼（5号楼）实验楼
  - 初中部旧楼(3号楼)艺术楼
  - 高中部教学楼(1号楼)

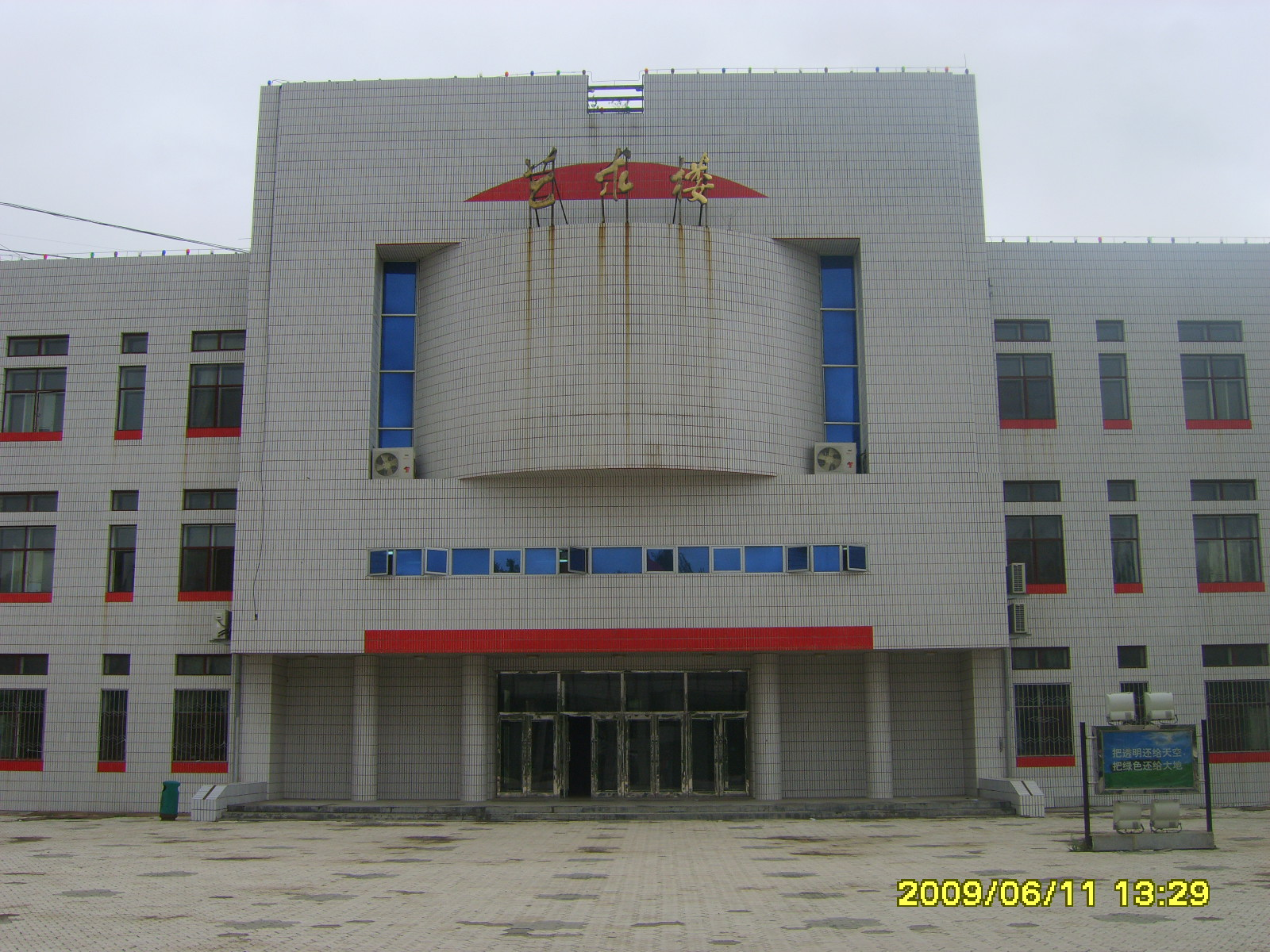
艺术楼

  - 外国语学校教学楼（2号楼）[註⁠ 1]
- 科技楼（图书馆）-（高中部教学楼）- 实验楼 - 艺术楼（-为连廊，此4栋楼中间连廊互通）
- 三栋学生宿舍楼
  - 第一宿舍（男寝）
  - 第二宿舍（女寝）
  - 初中旧宿舍（混合寝，以房间号划分男女）
- 两栋学生公寓
  - 外国语学校学生公寓
  - 高中部学生公寓
- 六个餐厅[註⁠ 2]

#### 局域网
大庆一中全校通网，大部分时间均可正常浏览内网、外网信息。

### 校歌
校歌为《崇尚一流 步入辉煌》由唐元峰作词，金英日作曲。

### 校刊
《一中人》于2003年9月开始发行（仅限校内，在校生强制征订，5元/期），为不定期刊。内容多为一中时事要闻（或其他重大事件，如奥运）及在校生作文，近期推出班级宣传版面，反响热烈。该校刊于当代中国极为有限之开放风气下实属难得，大量反映学生之思路，但征稿审稿之方式为一老师私人决定，一定程度上有失公允。该老师即为创刊老师宋金玉，其人人品师品有待探讨。（来源者从大庆一中初中部外国语数奥班至大庆一中高中部高三毕业）

## 校史

### 建校初期
1961年，大庆一中在萨尔图区（现大庆市第23中学校址）建校。

### 文革后
1978年，文革结束，学校立即全面进行拨乱反正。
2011年，大庆外国语学校与大庆一中分离。

## 附属学校
- 三所附属小学
  - 实验一小
  - 实验二小
  - 机关小学
- 奥林学校

## 社团及活动

### 大庆一中管乐团
大庆一中管乐团隶属于大庆一中，曾奔赴维也纳金色大厅演出。

### 学生会
在大庆一中（高中部），学生自治的核心就是学生会。

当前为第36届学生会，主席为刘思莹。

学生会下设：
- 秘书处
- 体育部
- 生活部
- 社团部
- 风纪部
- 学习部

#### 社团
任何学生均可自发成立社团，召集会员，并交付社团部审查。合格后即可进行社团活动。

现有的社团：
- 动漫社
- 话剧社
- 天文社
- 街舞社

### 田径运动会
大庆一中每年都会在当年国庆节长假前3天举行田径运动会。
目前最新的一届为第39届田径运动会。

### “红烛奖”赛课
每年都会举行的教师教学水平评比活动。由于涉及未来去留问题，教师大多认真准备，争取取得较好的名次，以便未来职称申请之用。

## 荣誉
大庆一中在近50年的历史中获得各类型荣誉（无论集体、教研组或个人）百千次。

## 其他事项

### 收费情况[2]
| 项目       | 计费单位a  | 收费标准   | 备注                                                |
| 学费       | 元/生/学期 | 300.00     | 统招生                                              |
| 学费       | 元/生/年   | 6000.00    | 自费生/借读生                                       |
| 学费       | 元/生/年   | 7000.00    | 重读生                                              |
| 住宿费     | 元/生/期   | 150.00     | 住宿生                                              |
| 班费       | 元/生/期   | 10.00      | 在校生                                              |
| 看护费     | 元/生/课时 | 0.50       | 在校生每天至少2课时 毕业年级至少3课时 坚持自愿原则b |
| 文体卫生费 | 按成本核收 | 按成本核收 | 在校生                                              |
| 校服费     | 元/生      | 190.00     | 按招投标价格执行 在校生 共两套                      |
| 书费       | 元/生/期   | 按成本核收 | 在校生 多退少补                                     |
| 纯净水费   | 元/生/月   | 12.00      | 在校走读生 坚持自愿原则b                            |
| 纯净水费   | 元/生/月   | 15.00      | 在校住宿生 坚持自愿原则b                            |

- 注释：

a.以上货币单位均为人民币。
b.“坚持自愿原则”：由于如果要拒绝缴纳“自愿项目”需要极麻烦的步骤，所以很少有拒绝缴纳的。

## 脚注
1. ↑  事实上在官方登记上此楼并不属于大庆一中管辖范围。
2. ↑  事实上这六个餐厅仅有三栋楼。
3. ↑   註: